# جوستين باريس
جوستين باريس (بالفرنسية: Justine Paris)‏ هي سيدة أعمال فرنسية، ولدت في 1705، وتوفيت في 1774 بسبب زهري.